# Mademoiselle Julie (film, 1999)
Pour les articles homonymes, voir Mademoiselle Julie (homonymie).
Pour plus de détails, voir Fiche technique et Distribution.
Mademoiselle Julie (Miss Julie) est un américano-britannique réalisé par Mike Figgis, sorti en 1999.

## Synopsis
Lors d'une fête, un valet séduit la fille du comte.

## Fiche technique
- Titre : Mademoiselle Julie
- Titre original : Miss Julie
- Réalisation : Mike Figgis
- Scénario : Helen Cooper d'après la pièce Mademoiselle Julie d'August Strindberg
- Musique : Mike Figgis
- Photographie : Benoît Delhomme
- Montage : Matthew Wood
- Production : Harriet Cruickshank et Mike Figgis
- Société de production : Moonstone Entertainment et Red Mullet Productions
- Société de distribution : Deal (France) et Metro-Goldwyn-Mayer (États-Unis)
- Pays :  États-Unis et  Royaume-Uni
- Genre : Drame
- Durée : 103 minutes
- Dates de sortie : 
  - États-Unis : 10 décembre 1999
  - France : 26 avril 2000

## Distribution
- Saffron Burrows : Mlle. Julie
- Peter Mullan : Jean
- Maria Doyle Kennedy : Christine

## Accueil
Le film a reçu un accueil mitigé de la critique. Il obtient un score moyen de 46 % sur Metacritic.